# Turbo (film)
Turbo este un film 3D de animație din anul 2013 produs de DreamWorks Animation și distribuit de 20th Century Fox în America, și în România de Odeon Cineplex. Este inspirat după o idee a scenaristului filmului, David Soren. Filmul urmărește povestea unui un melc de grădină prin nimic ieșit din comun care visează să devină cel mai rapid melc din lume.
Alături de Ryan Reynolds, care va fi caracterul eponim al filmului, filmul îi va avea în distribuție pe Paul Giamatti, Michael Peña, Snoop Dogg, Maya Rudolph, Michelle Rodriguez și Samuel L. Jackson.
Se anunță de asemenea, că sequel-ul filmului va fi un serial de animație, cu aceeași eroi, ce se va numi Turbo F.A.S.T. ,care va avea premiera pe canalul Netflix în December 2013.

## Acțiune
Theo, zis și Turbo (Ryan Reynolds), este un melc de grădină, care visează să fie cel mai rapid pilot de curse din lume, precum eroul lui, Guy Gagne (Bill Hader) de 5 ori campion mondial la Indianopolis 500. Obsesia sa cu privire la viteză și la tot ce este rapid, îl fac doar un singuratic,fiind considerat un străin printre comunitatea atentă și înceată a melcilor de grădină, și o rușine pentru fratele lui grijuliu, Cetinel (Paul Giamatti). Turbo își dorește cu înverșunare să de-a la schimb, pentru orice în lume, viața lui monotonă, doar ca visul lui măreț să prindă viteză, iar prețul nu reprezintă pentru el decât un risc pe care își dorește să și-l asume.
Fiecare își făurește singur norocul, la fel și eroul nostru, Turbo, într-o zi fatidică după un accident ciudat, în care a fost prins în compresul de supraalimentare a unei mașini de curse, fuzionându-i-se ADN-ul cu un amestec respirabil de nitrox, pe una dintre străzile marii curse, acesta se află în situația de a fi investit cu puterea unei viteze incredibile, mai precis cu multe dintre particularitățile unei mașini, cum ar fi :ochi ce luminează la fel la farurile mașinilor; o cochilie roșie, identică unui girofar, ce nu numai că luminează, dar și este atât un radio, cât și un music player.
În urma acestei întâmplări fără margini, Turbo și Cetinel, sunt capturați de Tito (Michael Peña) și Angelo (Luis Guzmán), supranumiți "Frații Dos", doi șoferi de camion ce vând în timpul liber taco. Acesta este pus în fața faptului împlinit: poate concura la cursa pe care acesta doar o visase, cu alți melci, șmecherași de-a dreptul. Impresionat de liderul găștii de melci Whiplash/Biciușcă (Samuel L. Jackson), căruia i se alătură și ceilați membrii: Smoove Move/Șmecherilă (Snoop Dogg), Burn/Flama (Maya Rudolph), Skidmark/Skid (Ben Schwartz) și White Shadow/Nălucă (Michael Bell). 
Turbo urcă la bordul uneia dintre cele mai mari aventuri, în care face imposibilul posibil: concurând împotriva a tot ceea ce poate oferii orice mașină de la Indianopolis, acesta este mai mult decât conștient că un melc nu poate concura într-o cursă menită mașinilor, nu animalelor. Ar fi picătura ce a umplut paharul, dacă ar renunța, oprimat, nebun după victorie, și dornic să ducă succesul unui melc obișnuit pe noi culmi, el își depășește limitele, atârnându-și visul lui doar de un singur cuvânt: speranță. 

## Personaje și voci
- Ryan Reynolds -Theo sau Turbo, un melc de grădină care visează să fie pilot de curse
- Paul Giamatti -Chet/Cetinel, fratele lui Turbo
- Michael Peña -Tito, unul dintre "Frații Dos" ,doi șoferi de tir, care în timpul liber vând taco
- Snoop Dogg -Smoove Move/Șmecherilă, un melc
- Maya Rudolph -Burn/Flama, un melc și cea de care se îndrăgostește Chet
- Michelle Rodriguez -Paz, una dintre mecanici
- Samuel L. Jackson -Whiplash/Biciușcă, melcul lider
- Luis Guzmán -Angelo, unul dintre "Frații Dos" ,doi șoferi de tir, care în timpul liber vând taco
- Bill Hader -Guy Gagne, campionul canadian a circuitul de curse Indy 500
- Richard Jenkins -Bobby, îngrijitorul unui magazin
- Ken Jeong -Kim-Ly, îngrijitorul unui magazin
- Ben Schwartz -Skidmark/Skid, un melc
- Michael Bell -White Shadow/Nălucă, un melc
- Mario Andretti - unul dintre fondatorii circuitul de curse Indianapolis Motor Speedway
- Paul Page -un crainic sportiv

## Lansare
Turbo a avut premiera mondială pe data de 24 iunie 2013, la rețeaua distribuitorilor CinEurope pentru comerț echitabil în Barcelona, Spania. Va fi lansat în cinematografele din S.U.A din 17 iulie 2013

## Critici
Turbo a primit în general recenzii critice pozitive.Rotten Tomatoes, un site agregator de păreri, a raportat un procent de 64% aprobare, cu o medie ce se ridică la 6/10, statistica fiind evaluată în cazul a 77 de păreri. În consensurile site-ului se menționează: "Nu e nici pe departe la fel de inventiv cum s-a preconizat la rece, dar Turbo se poate lăuda cu emoții datorate efectelor vizuale de culoare psihedelice, iar vocile ascuțite ale actorilor, îl recomandă ca fiind un bilet prietenos, pentru întreaga familie, simplu și la îndemâna oricui." Un alt site asemănător ,Metacritic, care alocă un rating normal, ce depășește topul de 100 de păreri, din partea criticilor cursului dominant, estimează un scor de 59 din 100, bazat pe 26 de recenzii. Filmul a primit un "A", de la audiența generală, votat de CinemaScore, și un "A+", din partea audienței persoanelor care nu au împlint 18 ani.
Peter Debruge de la Variety îi acordă filmului comentarii pozitive, spunând:"Povestea co-scenaristului/regizorului David Soren, oferă o medie pe care un copil de 6 ani, nu și-ar fi putut-o imagina,cu toate că șarmul considerabil al filmului este oferit de personajele sale și simțul contagios al umorului. Chris Nashawaty de la Entertainment Weekly îi oferă filmului un B, cu adăugirile "Deși nu există nicio urmă de îndoială că filmul este inofensiv, o gură de aer proaspătă,și cursa abilă, încurajatoare de care vă veți îndrăgosti, cu strălucirea și deprinderea ei unică, este în aceeași măsură previzibil pentru că vei vedea fiecare schemă de driving, în jos pe Fifth Avenue." Lou Lumenick din partea New York Post ,îi oferă filmului trei din cele 4 stele, și adaugă:"Haide să spunem, că nu sunt surprize aici, și nu sunt necesare lucrurile rele, într-un film care țintește categoria de vârstă -10 ani. Destul de îndurător, personajele și comedia, în sine, sunt destul de sofisticate, putând să le țină mințile ocupate, fără ca nimic să le distragă atenția." Bill Goodykoontz de la The Arizona Republic oferă trei din cele 4 stele, adaugând: "Cu siguranță, nu ne rănim urmărind "Turbo". Competent,destul de amuzant, pe alocuri, o plăcere formidabilă pentru retină, sau ceva de genul. Cu toate că nu există mai multă emoție." Rafer Guzman de la Newsday îi oferă filmului 2 stele și jumătate, din patru, declarând: "Turbo" are inima destul de încăpătoare, pentru a face parte din cercul câștigătorilor."

## Dublajul în limba română
- Lucian Ionescu - Turbo[14]
- Aurelian Temișan - Biciușca
- Puya - Șmecherilă
- Cosmin Seleși - Skid
- Mihaela Rădulescu - Flama
- Christian Sabbagh - Nălucă

## Jocul video
Un joc video bazat pe acțiunea filmului, ce se va lansa sub denumirea de Turbo: Super Stunt Squad, este programat pentru 16 iulie 2013 pe Nintendo Wii U, Nintendo Wii, Nintendo 3DS, Nintendo DS, PlayStation 3, și Xbox 360. Publicat de D3 Publisher, Xbox 360, PlayStation 3, și versiunile de Wii U vor fi dezvoltate de Monkey Bar Games, și versiunea pe Wii, Nintendo 3DS și Nintendo DS de către Torus Games. În joc, o echipă întreagă cu personaje care mai de care mai șugubețe, trebuie să arată de ce sunt în stare, prin cascadorii destul de dificile, pentru a-și însuși abilități din cele mai complexe, dar în aceeași măsură, trebuie să treacă și prin provocări.

## Serialul TV
Un serial TV, programat ca Turbo: F.A.S.T. (Fast Action Stunt Team)/Turbo: R.A.P.I.D, urma să debuteze pe Netflix în decembrie 2013. Fiind prima serie a Netflix integrată pentru copii, va fi disponibilă în Statele Unite ale Americii, și în alte 40 de țări, unde Netflix se poate recepționa. Va fi un serial ce cuprinde 56 de episoade, fiecare cu o durată de 11 minute, seria urmărindu-l de Turbo și gașca lui,atunci când abuzează de renumele mondial, și devin experți la cascadorii doar de ei știute, de asemenea, serialul îi va urmări atunci când vor pedepsii ticăloși.

## Coloana sonoră
Turbo: Muzică din Filmul de Animație este coloana sonoră din film. Henry Jackman a compus inițial muzica pentru film, care va fi lansată pe Iulie 16, 2013 prin intermediul Relativity Music Group. Coloana sonoră cuprinde 11 melodii ce vor fi lansate în Ediția de Lux. Snoop Dogg,care va dubla vocea personajului Șmecherilă din film ,va contribui în aceeași măsură la coloana sonoră, cu o melodie originală ce se va numi Let the Bass Go,care va rula odată cu creditele de final. După spusele lui Dogg, cântecul este "o anacruză care va răsuna în toată casa voastră și pe care toți o vor plăcea.Sunt cumva, la stilul meu de pe la începuturi: : am luat sunete din anii '80w ca bas-ul 808 pentru a-i da sentimentul ăla 'Planet Rock' și 'Going Back to Cali'. Era despre omagiul rentabil, atunci când am dus în același timp filmul la un nou nivel."

#### Muzica

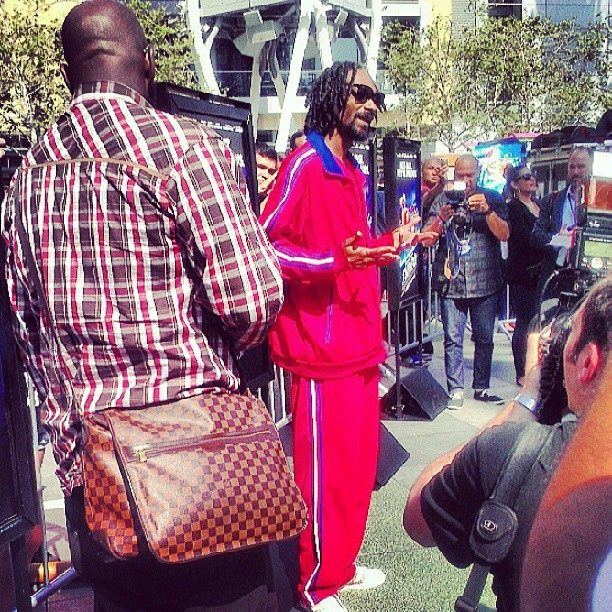
Snoop Dogg, care îl va dubla pe Smoove Move/Șmecherilă în film, prezentând la E3 convention melodia "Let the Bass Go," creată de acesta special pentru coloana sonoră a filmului Turbo.

Toate melodiile sunt compuse de Henry Jackman, cu excepția celor adnotate.
| Nr.             | Titlu                                | Muzică                                 | Lungime |  |
| 1.              | „Let the Bass Go”                    | Snoop Dogg                             | 3:55    |  |
| 2.              | „Another Day at the Plant”           |                                        | 2:52    |  |
| 3.              | „It's Tricky”                        | Run–D.M.C.                             | 3:04    |  |
| 4.              | „What's New Pussycat?”               | Tom Jones                              | 2:19    |  |
| 5.              | „Drop It Like It's Hot”              | Snoop Dogg featuring Pharrell Williams | 4:28    |  |
| 6.              | „Supersnail”                         |                                        | 1:47    |  |
| 7.              | „Meet The Competition”               |                                        | 2:35    |  |
| 8.              | „Krazy”                              | Pitbull featuring Lil Jon              | 3:44    |  |
| 9.              | „Jump Around”                        | House of Pain                          | 3:39    |  |
| 10.             | „Goin' Back to Indiana”              | Jackson 5                              | 3:32    |  |
| 11.             | „The Snail is Fast”                  | V12 and Nomadik                        | 3:18    |  |
| 12.             | „Indianapolis”                       |                                        | 2:30    |  |
| 13.             | „Tuck & Roll”                        |                                        | 4:21    |  |
| 14.             | „Speedin'”                           | Classic                                | 2:21    |  |
| 15.             | „Here We Come”                       | V12 and Classic                        | 2:31    |  |
| 16.             | „Eye of the Tiger (Sher Gunn Remix)” | Survivor                               | 5:52    |  |
| 17.             | „Saturday Night”                     | Ozomatli                               | 4:01    |  |
| 18.             | „Turbo”                              |                                        | 2:49    |  |
| Lungime totală: | Lungime totală:                      | Lungime totală:                        | 59:38   |  |

| Deluxe edition  |                                          |         |  |
| Nr.             | Titlu                                    | Lungime |  |
| 19.             | „The Snail is Fast (The Cataracs Remix)” | 2:44    |  |
| 20.             | „Snail vs. Mower”                        | 3:40    |  |
| 21.             | „Alarming Changes”                       | 1:03    |  |
| 22.             | „Crow Attack!”                           | 1:41    |  |
| 23.             | „Starlight Plaza”                        | 1:29    |  |
| 24.             | „Two Dreamers”                           | 1:54    |  |
| 25.             | „Let Him Race”                           | 2:43    |  |
| 26.             | „Guy Gagné”                              | 3:46    |  |
| 27.             | „Racing Day”                             | 0:43    |  |
| 28.             | „The Race is On”                         | 4:39    |  |
| 29.             | „You're Amazing”                         | 3:26    |  |
| Lungime totală: | Lungime totală:                          | 87:26   |  |